# Альтхенгштетт
Альтхенгштетт (нем. Althengstett) — община в Германии, в земле Баден-Вюртемберг.
Подчиняется административному округу Карлсруэ. Входит в состав района Кальв. Население составляет 7885 человек (на 31 декабря 2010 года). Занимает площадь 19,16 км².
Коммуна подразделяется на 3 сельских округа.

## Известные уроженцы
- Цан, Кристиан Якоб (1765—1830) — немецкий юрист, политик и предприниматель.